# كأس الملك السعودي 1969
كأس الملك السعودي 1969 أو ما يعرف باسم كأس الملك 1388، هي النسخة الثانية عشر من بطولة كأس خادم الحرمين الشريفين. برعاية جلالة الملك المعظم الملك فيصل بن عبد العزيز آل سعود وانتهت بفوز نادي الاتفاق بعد تغلبه على نادي الهلال بنتيجة 4–2.

## تفاصيل المباراة النهائية
أقيم النهائي على ملعب الصائغ يوم الجمعة 20 شوال 1388، بين فريقي الاتفاق بطل المنطقة الشرقية والهلال بطل المنطقة الوسطى والغربية بعد تغلبه على أهلي جدة بفارق الركلات الركنية.
أدار المباراة الحكم غازي كيال وساعده عبد الرحمن الدهام وصالح غلام.
| الهلال | 2–4 | الاتفاق |
| ------ | --- | ------- |
|        |     |         |

|  |

### عن الفريقين
| الفريق  | نهائيات سابقة (الخط العريض يشير لسنة الفوز) |
| ------- | ------------------------------------------- |
| الهلال  | 1962، 1964، 1965                            |
| الاتفاق | 1965، 1966                                  |